# Letis marmorides
Letis marmorides är en fjärilsart som beskrevs av Pieter Cramer 1775. Letis marmorides ingår i släktet Letis och familjen nattflyn. Inga underarter finns listade i Catalogue of Life.

## Bildgalleri

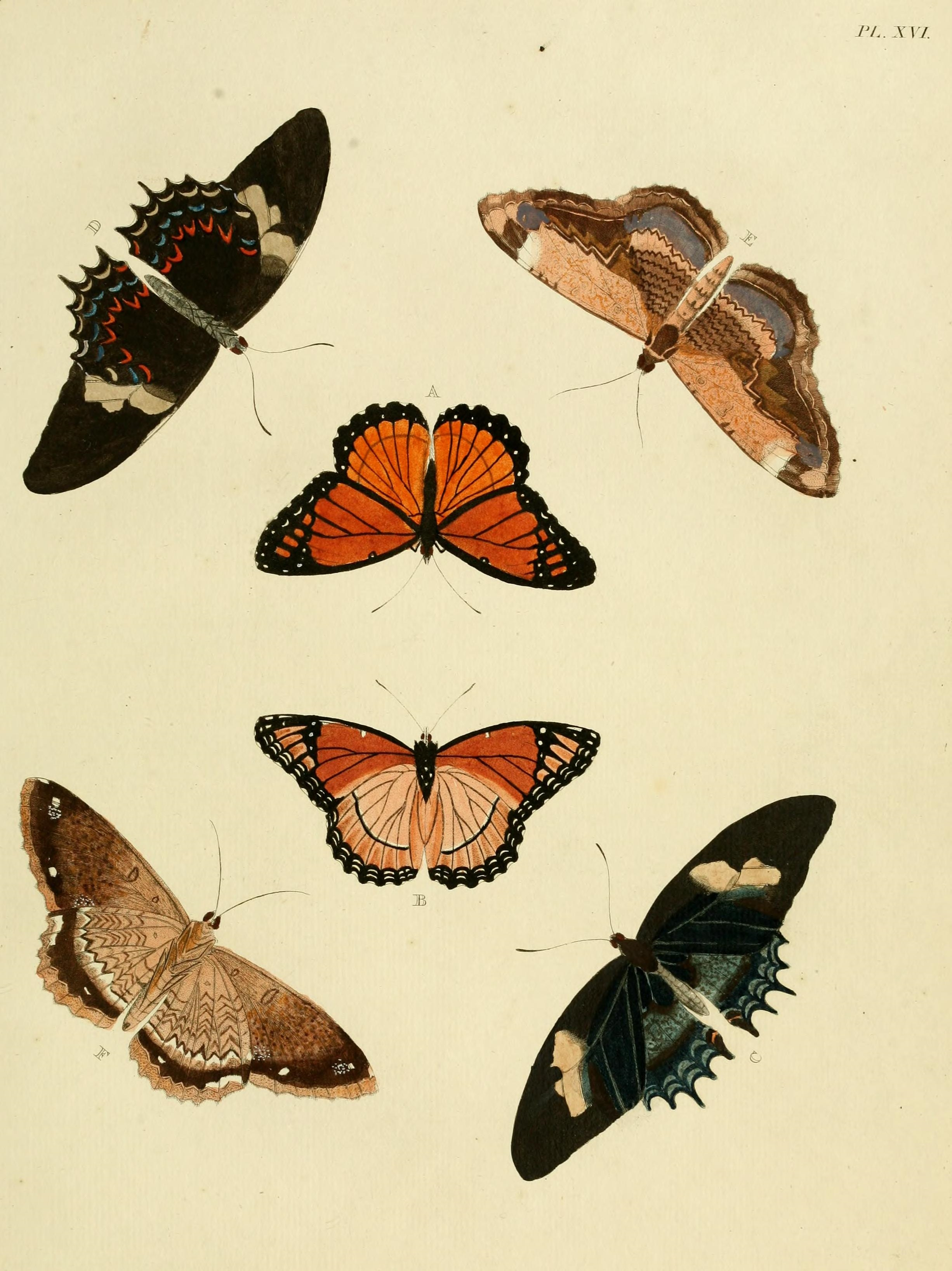